# Billy Arnold
Pour les articles homonymes, voir Arnold.
Billy Arnold, né le 16 décembre 1905 à Chicago (Illinois) et décédé le 10 novembre 1976 à Oklahoma City (Oklahoma) à 70 ans, était un pilote automobile américain, vainqueur des 500 miles d'Indianapolis (sur véhicule Summers-Miller, avec le Harry Hartz team).

## Biographie
Lors de l'Indy 500 1930, il gagna l'épreuve avec plus de 7 minutes d'avance sur son suivant, menant dès le deuxième tour (ce qui fait encore de lui le recordman du temps de présence en tête de course, à l'époque âgé de 24 ans).
En 1931, il fut victime d'un grave accident au 162e tour alors qu'il menait depuis 155 boucles. Son mécanicien Spider Matlock et lui-même furent sérieusement touchés, une roue avant s'étant détachée en tuant sur le coup un enfant qui jouait en bordure de piste.
En 1932 il eut encore un autre accident alors qu'il était toujours en tête de course depuis le troisième tour, au 59e. Devant l'insistance de son épouse, Arnold finit par se retirer de la compétition.
Il a obtenu un diplôme d'ingénieur en génie mécanique à l'Université de l'Illinois, et après sa carrière en course un doctorat à l'Institut de technologie du Michigan (le MIT).
Au cours de la Seconde Guerre mondiale, il servit avec le général Dwight D. Eisenhower comme chef de la Maintenance pour le 8th Air Force, et il quitta l'armée en 1945 avec le grade de général à une étoile.
Il posséda ensuite une concession automobile, et devint également un homme d'affaires dans le secteur du bâtiment.
Entre 1950 et 1958, il a amélioré les procédés de fabrication des skis nautiques, et a été l'un des pionniers de ce sport.
Il est enterré au  Resurrection Memorial Cemetery d'Oklahoma City.

## Titre
- American Championship car racing (AAA) : 1930 (avec les teams Miller-Hartz, Fronty Ford et Bowes Seal Fast);

## Victoires en championnat AAA
(pour 17 courses, entre 1928 et 1932)
- 1930 (3): International 500 Mile Sweepstakes (Indy 500) (et pole position), Altoona Race 1 et 2.

(nb: en 5 participations consécutives à l'Indy 500 de 1928 à 1932, il a aussi terminé à 3 reprises dans le "top 10")